# Haplincourt
Haplincourt település Franciaországban, Pas-de-Calais megyében. Lakosainak száma 191 fő (2022. január 1.). Haplincourt Beugny, Lebucquière, Vélu, Villers-au-Flos, Bancourt, Barastre, Bertincourt és Frémicourt községekkel határos.

## Népesség
A település népességének változása:
| Lakosok száma | 185  | 186  | 192  | 184  | 182  | 182  | 185  | 188  | 191  |
|               | 2013 | 2015 | 2016 | 2017 | 2018 | 2019 | 2020 | 2021 | 2022 |